# Tempête tropicale Ana (2009)
Pour les articles homonymes, voir Cyclone tropical Ana.
La tempête tropicale Ana  est le second système tropical de la saison 2009 des ouragans atlantiques et le premier à recevoir un nom. Elle s'est formée comme une dépression tropicale le 11 août 2009 à partir d'une onde tropicale venant de la région des îles du Cap-Vert. Le système a atteint brièvement le statut de tempête tropicale le 12 août, moment où le National Hurricane Center lui a donné le nom d'Ana. Le 13 août, le système est redevenu une dépression tropicale et a perdu une bonne partie de ses orages mais après une réorganisation le 14, Ana est retourné au niveau de tempête tropicale le 15 août près des îles-Sous-Le-Vent. Elle a atteint une intensité maximale avec une pression centrale de 1 004 hPa et des vents soutenus de 65 km/h avant de faiblir définitivement sous un cisaillement des vents d'altitude en croissance le 16 août et elle s'est dissipée le 17 en passant près de Porto Rico.
Plusieurs avertissements ont été émis pour les Petites Antilles, Porto Rico et la République dominicaine entre le 15 et le 17 août. Les îles de la région ont pris les précautions d'usage, incluant l'évacuation de quarante résidents des zones inondables à Sainte-Croix. Son effet a surtout été des pluies fortes, jusqu'à 70 mm à Porto Rico. L'impact fut minimal, les pluies torrentielles causant des inondations mineures de certaines rues et forçant l'évacuation d'écoles. Des bateaux de croisières furent détournés pour l'éviter.

### Liens externes

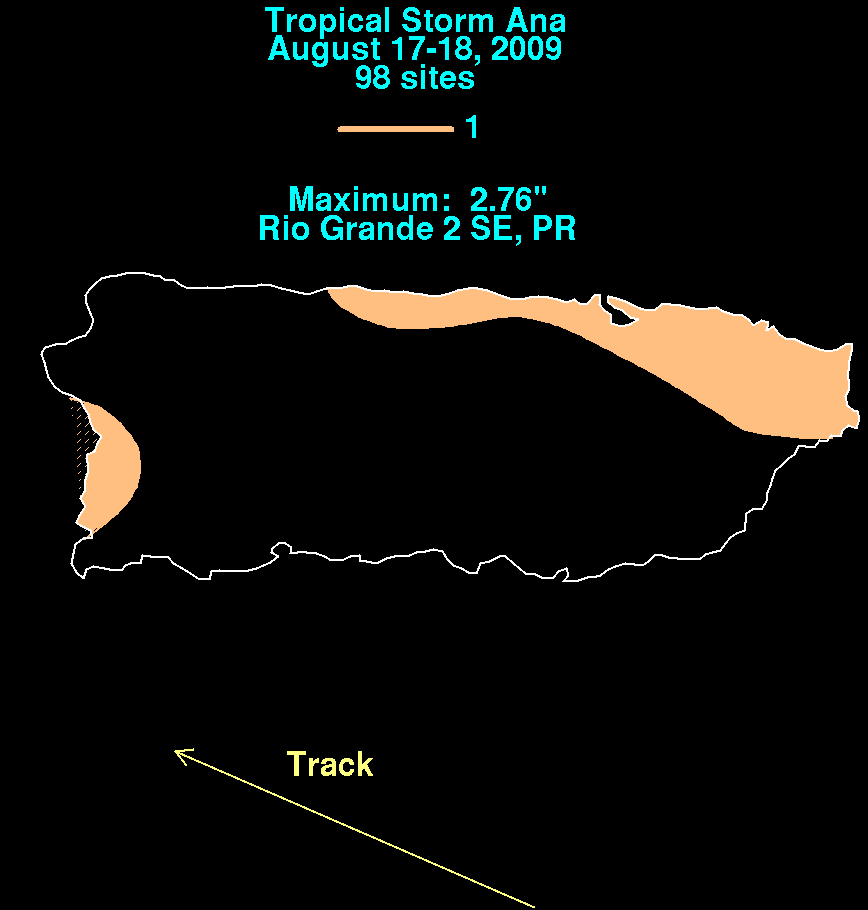
Accumulations à Puerto Rico en pouces (1 po. = 2.54 mm)